# Politique à Singapour
La politique à Singapour a pour cadre un système républicain à régime parlementaire qui, comme dans beaucoup d'autres pays, est réparti en trois pouvoirs : le législatif, l'exécutif et le judiciaire.

## Le pouvoir législatif
Il réside dans un parlement monocaméral, qui comprend 84 membres élus pour un mandat maximum de cinq ans.
La Chambre est constituée de 87 à 89 députés élus. Ils sont élus au scrutin majoritaire uninominal à un tour dans les circonscriptions où un seul siège est à pourvoir et au scrutin majoritaire plurinominal à un tour dans les circonscriptions où 3 à 6 sièges sont à pouvoir. Un nombre de 6 sièges peuvent être attribués aux membres des 6 principaux partis de l'opposition perdants, s'ils ont obtenu au moins 15 % des suffrages. Ces sièges sont attribués à des personnes qui ne représentent pas une circonscription. Ces derniers peuvent participer aux délibérations du parlement, mais ils n'ont pas le droit de vote sur les projets de loi importants. Le président peut nommer jusqu'à 12 députés.

## Le pouvoir exécutif
Il est exercé par le président de Singapour qui est le chef de l'État, s’appuyant sur un système de parti dominant, ainsi que par le gouvernement dirigé par le Premier ministre.
Le président :
- est élu au suffrage universel[1] ;
- a un mandat qui ne présente pas de limite ;
- est assisté d'un conseil aviseur ; dans ce conseil, on trouve d'anciens premiers ministres ;
- détient plusieurs pouvoirs ; ces derniers sont inférieurs à ceux du président d'une république présidentielle ou semi-présidentielle ;
- nomme les membres du gouvernement ;
- détient un droit de véto[2] sur le budget des grandes entreprises publiques ;
- nomme les dirigeants ;
- est responsable de l'application de la loi sur la sécurité intérieure.

Le gouvernement :
- est constitué par les membres du parti qui a remporté la majorité des sièges lors des élections législatives.

## Le pouvoir judiciaire
L’instance judiciaire supérieur est formé par la Cour suprême constituée de :
- une chambre haute : la Court of Appeal (Cour d'appel)
- une chambre basse : la High Court (Haute Cour).

## Constitution
La constitution de Singapour adoptée en 1965 est toujours en vigueur.  
Elle se veut démocratique : 
- le régime du pays est caractéristique d'une république parlementaire monocamérale[3] ;
- il y a une séparation des pouvoirs entre le législatif, l'exécutif et le judiciaire ;
- c'est un État qui se caractérise par sa laïcité ;
- plusieurs dispositions de la constitution reconnaissent les droits et libertés démocratiques du pays.

## Élections
Les électeurs ont un droit de vote qui s'exerce à 21 ans minimum. Ils doivent être tous des résidents de Singapour depuis au moins 10 ans. Tous ceux qui répondent aux critères d'électeurs à Singapour sont dans l'obligation d'aller voter sous peine de sanction. Cette règle, qui a été introduite en 1959 rend le taux de participation très élevé à Singapour.

## Partis politiques
Depuis 1959, toutes les élections à Singapour ont été remportées avec une très importante majorité par le Parti d'action populaire (PAP). Il n'y a jamais eu de crise depuis 1959 par alternance des partis au pouvoir. De 1968 à 1984, aucun siège n'a été obtenu par les partis d'opposition. Depuis cette date, ce sont seulement quelques sièges qui sont gagnés parmi les partis d'oppositions.
Le PAP est un parti fondé par Lee Kuan Yew en 1954. Il a remporté pour la quinzième fois d'affilée les élections législatives en juillet 2020, en obtenant 83 des 89 sièges en jeu au Parlement (101 sièges, dont 89 de députés élus) et pour la seizième fois celles de 2025 (66 % des voix).

## Démocratie
Singapour n'est pas considéré comme étant un régime totalement démocratique. Il est considéré comme étant un régime hybride, pour plusieurs raisons :
- l'État contrôle la société civile (médias d'information et répression des dissidents) ;
- la peine de mort est en vigueur et est appliquée[7] ;
- la liberté d'expression est limitée par le régime ; les médias internationaux et l'opposition politique sont touchés par cette restriction[8] ;
- les manifestations, notamment lors des grèves, ne sont pas autorisées ;
- la détention des dissidents, sans procès et pour une durée indéterminée, est d'usage.